# Ecuadorsparvduva
Ecuadorsparvduva (Columbina buckleyi) är en fågel i familjen duvor inom ordningen duvfåglar.

## Utseende
Ecuadorsparvduvan är en liten duva med tvärt avskuren stjärt. Hanen är övervägande ljust gråbrun med blågrå hjässa och nacke och svarta fläckar på vingarna. Benen är skära. Honan liknar hanen men är något varmare brun, saknar grått på huvudet och har mer färglösa ben. I flykten syns att vingarna saknar inslag rostrött.

## Utbredning och systematik
Fågeln förekommer på torra stränder i västra Ecuador och den nordvästligaste delen av Peru (regionen Tumbes). Arten delas in i två underarter med följande utbredning:
- Columbina buckleyi buckleyi – nordvästra Ecuador till nordvästra Peru
- Columbina buckleyi dorsti – Marañondalen i nordvästra Peru

## Levnadssätt
Ecuadorsparvduvan hittas i öppen odlingsbygd och buskig skogsmark i låglänta områden och förberg. Där ses den i par eller småflockar.

## Status och hot
Arten har ett stort utbredningsområde, men tros minska i antal, dock inte tillräckligt kraftigt för att den ska betraktas som hotad. Internationella naturvårdsunionen IUCN listar arten som livskraftig (LC).

## Namn
Fågelns vetenskapliga artnamn hedrar Clarence Buckley, amerikansk entomolog verksam som samlare i Bolivia 1874 och Ecuador 1878. Fram tills nyligen kallades den buckleysparvduva även på svenska, men justerades 2022 till ett enklare och mer informativt namn av BirdLife Sveriges taxonomikommitté.